# Calore
Calore – singel Emmy Marrone, wydany 16 marca 2010, promujący minialbum Oltre. Utwór napisał i skomponował Roberto Angelini, a za produkcję odpowiadał Pino Perris.
Singel znalazł się na 1. miejscu na oficjalnej włoskiej liście sprzedaży i rozszedł się w nakładzie przekraczającym ponad 30 tysięcy kopii, za co otrzymał platynowy certyfikat we Włoszech. Piosenka była ponadto notowana na 64. miejscu na liście siedemdziesięciu pięciu najlepiej sprzedających się singli w Szwajcarii.
Teledysk towarzyszący przebojowi został wyreżyserowany przez Gaetano Morbioli, a jego premiera odbyła się 23 kwietnia 2010. Klip realizowany był w Weronie.

## Notowania

### Pozycje na listach sprzedaży
| Kraj       | Notowanie (2010) | Najwyższa pozycja | Certyfikat | Sprzedaż |
| ---------- | ---------------- | ----------------- | ---------- | -------- |
| Szwajcaria | Singles Top 75   | 64                |            |          |
| Włochy     | FIMI             | 1                 | platyna    | 30 000+  |